# Ptilodactyla variegata
Ptilodactyla variegata is een keversoort uit de familie Ptilodactylidae. De wetenschappelijke naam van de soort is voor het eerst geldig gepubliceerd in 1889 door Kirsch.